# Zaratite
La zaratite è un minerale.